# Liste des maires d'Asnières-sur-Seine
La liste des maires d'Asnières-sur-Seine présente la liste des maires de la commune française d'Asnières-sur-Seine, située dans le département des Hauts-de-Seine en région Île-de-France.

## Liste des maires

### Entre 1790 et 1944
| 1790                                  | 1793         | Pierre-Dieudonné Degueldre                |              | |
| 1793                                  | 1794         | Jean-Mathieu Fournier                     |              | |
| 1794                                  | 1795         | Eustache-François Deloron                 |              | |
| 1795                                  | 1799         | Antoine Ravigneau                         |              | Rentier |
| 1799                                  | 1800         | Eustache-François Deloron                 |              | |
| 1800                                  | 1811         | Antoine Ravigneau                         |              | Rentier |
| 1811                                  | 1816         | Jean-Jacques-Nicolas Breidt               |              | Employé |
| 1816                                  | 1819         | Charles-Alexis de Reboul Berville         |              | Ancien sous-préfet |
| 1819                                  | 1821         | Jean-Jacques-Nicolas Breidt               |              | Employé |
| 1822                                  | 1830         | Jacques Rigaud                            |              | Propriétaire à Paris                                                                                                  |
| 1830                                  | 1835         | Pierre Privat                             |              | Rentier |
| 1835                                  | 1837         | Léonard Hervieu                           |              | Maître de pension |
| 1837                                  | 1848         | Jean-Baptiste Duchesnay (*)               |              | Négociant, propriétaire du château d'Asnières                                                                         |
| 1848                                  | 1878         | Thomas-Pierre Durand (*)                  |              | Chef d'institution |
| 1878                                  | 1884         | Aimé-Louis Mauriceau (*)                  |              | Négociant |
| 1884                                  | 1885         | François-Théophile Roy                    |              | Pharmacien |
| 1885                                  | 1886         | Jean-Charles Maillard                     |              | Inspecteur d'assurances                                                                                               |
| 1886                                  | 1901         | Hector-Gonsalphe Fontaine (*) (1844-1926) |              | Préfet des études à l'école commerciale de Paris                                                                      |
| 1901                                  | 1904         | Jules-Alcide Lefèvre                      |              | Directeur de compagnie d'assurances                                                                                   |
| 1904                                  | 1920         | Hector-Gonsalphe Fontaine (*) (1844-1926) | Rad. puis RG | Préfet des études à l'école commerciale de Paris Conseiller général d'Asnières-sur-Seine (1911 → 1925)                |
| 1920                                  | mai 1925     | Auguste Mayet (*) (1864-1925)             |              | Architecte |
| mai 1925                              | mai 1929     | Antoine-Léon Leclère (1872-1949)          |              | Entrepreneur en maçonnerie                                                                                            |
| mai 1929                              | 21 mars 1939 | Paul-Ernest Billiet (*) (1873-1939)       |              | Publiciste Ancien sénateur de la Seine (1920 → 1927) Président de l'Union des intérêts économiques Décédé en fonction |
| 1939                                  | 1944         | André-Charles Gatefait                    | AD           | Entrepreneur en maçonnerie                                                                                            |
| (*) Une rue d’Asnières porte leur nom |              |                                           |              | |

### Depuis 1944
Depuis la Libération, sept maires se sont succédé à la tête de la commune.
| Période         | Période                        | Identité                      | Étiquette             | Qualité |
| --------------- | ------------------------------ | ----------------------------- | --------------------- | --- |
| 1944            | mai 1945                       | Jacques Rehault (dit Jacquin) |                       | Ingénieur Président du Comité local de Libération |
| mai 1945        | octobre 1947                   | Charles-Louis Froideval       | MRP                   | Industriel |
| octobre 1947    | 20 mars 1959                   | Jean-Auguste Huet             | SFIO                  | Docteur en médecine, résistant Conseiller général de la Seine (1945 → 1967) Président du conseil général de la Seine (1955 → 1956)                           |
| 20 mars 1959    | 27 mars 1994                   | Michel Maurice-Bokanowski     | UNR puis UDR puis RPR | Administrateur de sociétés Ministre (Gouv. Debré, Pompidou I et II) (1959 → 1966) Député de la Seine (1951 → 1959) Sénateur des Hauts-de-Seine (1968 → 1994) |
| 1er avril 1994  | 19 janvier 1999                | Jean-Frantz Taittinger        | RPR                   | Maître de conférences à l'IEP Paris Député des Hauts-de-Seine (2e circ.) (1993 → 2002) Élu à la suite d'une élection municipale partielle Démissionnaire     |
| 19 janvier 1999 | 22 mars 2008,                  | Manuel Aeschlimann            | UMP                   | Conseiller général d'Asnières-sur-Seine-Sud (1994 → 2002) Député des Hauts-de-Seine (2e circ.) (2002 → 2012)                                                 |
| 22 mars 2008    | 4 avril 2014                   | Sébastien Pietrasanta         | PS                    | Professeur d'histoire Député des Hauts-de-Seine (2e circ.) (2012 → 2017)                                                                                     |
| 4 avril 2014    | En cours (au 10 décembre 2020) | Manuel Aeschlimann            | UMP → LR              | Maître de conférences à l'IEP Paris Vice-président de la Métropole du Grand Paris (2016 → ) Réélu pour le mandat 2020-2026                                   |

## Conseil municipal actuel
Les 53 sièges composant le conseil municipal ont été pourvus le 15 mars 2020 lors du premier tour de scrutin. Actuellement, il est réparti comme suit : 

## Pour approfondir